# Caecognathia huberia
Caecognathia huberia är en kräftdjursart som beskrevs av Cohen och Gary C.B. Poore 1994. Caecognathia huberia ingår i släktet Caecognathia och familjen Gnathiidae. Inga underarter finns listade i Catalogue of Life.